# Arturo Schwarz
Arturo Umberto Samuele Schwarz, född 2 februari 1924 i Alexandria i Egypten, död 23 juni 2021 i Milano, var en italiensk konsthistoriker, poet, skribent, gallerist och kurator. 
Arturo Schwarz hade en tysk far och italiensk mor. Han flyttade till Milano i Italien 1952 och öppnade där ett konstförlag. Han byggde om det till ett galleri 1961 och ordnade utställningar av dadaistiska och  surrealistiska konstnärer. Han stängde galleriet 1975 och ägnade sig därefter åt att arrangera konstutställningar och skriva. Han skrev omfattande verk om Marcel Duchamp, Kabbalah, Tantrism, alkemi, förhistorisk och primitiv konst, samt asiatisk konst och filosofi. Han var den förste som, i sin bok om Man Ray 1977, avslöjade Man Rays riktiga namn, Emmanuel Radnitzky. 
I slutet av 1990-talet donerade han en stor samling dadaistisk och surrealistisk konst till Israel Museum i Jerusalem.
Han bor i Milano och har en stor samling verk av dadaistiska och surrealistiska konstnärer, inklusive många verk av vänner som Marcel Duchamp, André Breton, Man Ray och Jean Arp.